# اکنون شما را چاک و لری اعلام می‌کنم
اکنون شما را چاک و لری اعلام می‌کنم (به انگلیسی: I Now Pronounce You Chuck and Larry) یک فیلم کمدی آمریکایی است که در سال ۲۰۰۷ منتشر شد. کارگردان این فیلم دنیس دوگان است و بازیگرانی همچون آدام سندلر و کوین جیمز در این فیلم ایفای نقش می‌کنند. این فیلم در تاریخ ۲۰ ژوئیه ۲۰۰۷ در آمریکا و بعد از آن در ۱۶ اوت در استرالیا و در تاریخ ۲۱ سپتامبر در بریتانیا و ایرلند اکران شد.این فیلم ظاهراً ادای دینی است به فیلم کمدی ابوت و کاستلو در سال ۱۹۴۰ که توسط یونیورسال استدویو منتشر شده بود.

## داستان فیلم
چالز لوین (سندلر) و لارنس ولنتاین (جیمز) ماموران آتش‌نشانی هستند. چاک تاکنون ازدواج نکرده و به تنهایی زندگی می‌کند در حالی که لری زن خود را از دست داده و با دو کودک خود زندگی می‌کند. لری با مشکلات مالیاتی و بیمه عمر روبرو است. یکی از راه‌های نجات از این راه ازدواج است. به همین دلیل لری از چاک می‌خواهد که با او ازدواج کند.